# Mai più (album Umberto Balsamo)
Mai più, è un album di Umberto Balsamo del 1982. Da quell'anno, per un decennio, non pubblicò più album di inediti. Infatti l'album successivo è stato L'angelo azzurro e altri successi, una raccolta pubblicata nel 1989.

## Tracce
1. No
2. Mai più
3. La radio
4. Non venderò
5. Vivi come vuoi
6. Luna tu
7. Quando ci si lascia
8. Un saluto

## Formazione
- Umberto Balsamo – voce
- Massimo Guantini – tastiera, programmazione
- Mario Scotti – basso
- Massimo Buzzi – batteria
- Luciano Ciccaglioni – chitarra
- Massimo Di Vecchio – sintetizzatore, programmazione
- Gianni Oddi – sax